# Jean-Baptiste Bourguignon d'Anville
Jean Baptiste Bourguignon d'Anville (París, 11 de julio de 1697 - París, 28 de enero de 1782), fue un geógrafo y cartógrafo francés.
A pesar de ser un estudioso de los clásicos, continuó con el sistema científico iniciado por Guillermo Delisle, quien había adoptado nuevos principios en cartografía llevando a cabo una profunda reforma en el área. La particularidad de sus mapas era que solamente representaba en ellos aquellas características que podían ser demostradas, dejando en blanco aquellas áreas de las que no tenía información cierta, a diferencia de lo que acostumbraban hacer los demás cartógrafos de la época.
Nombrado geógrafo real en 1718, cuando tenía veintidós años, a lo largo de su vida produjo 78 tratados de geografía y 211 mapas que son considerados los mejores de su tiempo por su gran precisión. Se conserva un original del Grecia Vetus, datado en 1712, que quizás sea su mapa más antiguo. En 1735 presentó el mapa de China (luego publicado en 1737 como Nouvel atlas de la Chine); en 1743 el mapa de Italia y un Atlas General; en 1749 el de África; en 1751 el de Asia; en 1752 el de India; y en 1761 el mundo en hemisferios. 
En 1754 fue elegido miembro de la Academia de las inscripciones y lenguas antiguas, y en 1773 de la Academia de Ciencias de Francia.
La biblioteca de referencia del geógrafo, conformada por alrededor de nueve mil volúmenes, fue adquirida por el gobierno francés en 1779, conformando la base de su repositorio geográfico.

## Eponimia
- El cráter lunar Anville lleva este nombre en su memoria.[4]